# Hinthada
Hinthada (birmano: ဟင်္သာတမြို့) es una localidad de Birmania perteneciente a la región de Ayeyarwady del sur del país. Dentro de la región, Hinthada es la capital del distrito homónimo y del municipio homónimo.
En 2014 tenía una población de 83 762 habitantes, en torno a la cuarta parte de la población municipal.
La localidad alberga un importante puerto fluvial especializado en transporte de arroz y cereales. El asentamiento es de origen mon y se desarrolló durante el período del reino de Pagan.
Se ubica en la orilla occidental del río Irawadi, unos 120 km al noreste de la capital distrital Pathein.

## Clima
| Parámetros climáticos promedio de Hinthada (1981–2010) | Parámetros climáticos promedio de Hinthada (1981–2010) | Parámetros climáticos promedio de Hinthada (1981–2010) | Parámetros climáticos promedio de Hinthada (1981–2010) | Parámetros climáticos promedio de Hinthada (1981–2010) | Parámetros climáticos promedio de Hinthada (1981–2010) | Parámetros climáticos promedio de Hinthada (1981–2010) | Parámetros climáticos promedio de Hinthada (1981–2010) | Parámetros climáticos promedio de Hinthada (1981–2010) | Parámetros climáticos promedio de Hinthada (1981–2010) | Parámetros climáticos promedio de Hinthada (1981–2010) | Parámetros climáticos promedio de Hinthada (1981–2010) | Parámetros climáticos promedio de Hinthada (1981–2010) | Parámetros climáticos promedio de Hinthada (1981–2010) |
| Mes                                                    | Ene.                                                   | Feb.                                                   | Mar.                                                   | Abr.                                                   | May.                                                   | Jun.                                                   | Jul.                                                   | Ago.                                                   | Sep.                                                   | Oct.                                                   | Nov.                                                   | Dic.                                                   | Anual                                                  |
| ------------------------------------------------------ | ------------------------------------------------------ | ------------------------------------------------------ | ------------------------------------------------------ | ------------------------------------------------------ | ------------------------------------------------------ | ------------------------------------------------------ | ------------------------------------------------------ | ------------------------------------------------------ | ------------------------------------------------------ | ------------------------------------------------------ | ------------------------------------------------------ | ------------------------------------------------------ | ------------------------------------------------------ |
| Temp. máx. media (°C)                                  | 31.2                                                   | 34.2                                                   | 37.1                                                   | 38.7                                                   | 35.6                                                   | 31.3                                                   | 30.6                                                   | 30.4                                                   | 31.5                                                   | 32.5                                                   | 31.6                                                   | 30.3                                                   | 32.9                                                   |
| Temp. mín. media (°C)                                  | 14.4                                                   | 15.2                                                   | 18.8                                                   | 22.5                                                   | 24.2                                                   | 23.9                                                   | 23.8                                                   | 23.9                                                   | 23.8                                                   | 23.4                                                   | 20.9                                                   | 16.9                                                   | 21.0                                                   |
| Lluvias (mm)                                           | 7.1                                                    | 30.4                                                   | 23.4                                                   | 25.8                                                   | 207.5                                                  | 522.5                                                  | 519.8                                                  | 481.8                                                  | 316.6                                                  | 155.4                                                  | 62.9                                                   | 7.2                                                    | 2360.4                                                 |
| Fuente: Norwegian Meteorological Institute             |                                                        |                                                        |                                                        |                                                        |                                                        |                                                        |                                                        |                                                        |                                                        |                                                        |                                                        |                                                        |                                                        |